# 岑之豹
岑之豹（1589年—1648年），字子文，号居云，廣東西寧縣（今鬱南縣）人，明朝官員。

## 生平
天啓五年（1625年）乙丑科進士，曾任南直隸江陰縣知縣。任內疏濬大運河。。有《麟经秘旨》、《草堂集》。